# Mare Moscoviense

Cara oculta de la Luna. El Mare Moscoviense es el área oscura en la parte superior izquierda.

Mare Moscoviense (Mar de Moscovia o Mar de Moscú) es un mar lunar. Situado en la cuenca Moscoviense, es uno de los pocos mares del lado oculto de la Luna. Tiene un diámetro de 277 kilómetros, y un área de 19 600 kilómetros cuadrados.
Como la mayoría de los mares lunares, fue formado por el impacto de un asteroide contra la Luna, y la posterior inundación del cráter formado con lava, la que al solidificarse formó un interior llano y oscuro de basalto. La gran diferencia de alturas entre el mare y el terreno circundante puede, tal vez, explicar la pobreza en mares del lado oculto; pocos impactos tendrían la energía suficiente como para fracturar la capa de roca más gruesa de este hemisferio, y provocar vulcanismo. La capa basáltica del mar es bastante delgada, aproximadamente 1,5 km, lo que apoya esta teoría.
El material de la cuenca es del periodo Nectárico, mientras que el material del cráter es del periodo Ímbrico Superior. La cuenca posee una irregularidad gravitacional (mascon).
La región fue originalmente bautizada como Mare Moscovrae después de que la sonda Luna 3 renviara las primeras imágenes del lado oscuro de la Luna. Actualmente la UAI solo reconoce el nombre  Mare Moscoviense.
El cráter Komarov se encuentra al sureste del mar, y el cráter Titov está en la región norte.